# Ранович, Абрам Борисович
Абра́м Бори́сович Рано́вич (настоящая фамилия Рабино́вич; 3 декабря (15 декабря) 1885 года, Житомир — 29 мая 1948 года, Москва) — советский историк античности, переводчик. Доктор исторических наук, профессор, профессор МГУ и сотрудник Института истории АН СССР. Один из главных представителей советской мифологической школы.

## Биография
Окончил историко-филологический факультет Киевского университета.
В 1937 году защитил диссертацию на соискание учёной степени доктора исторических наук.
В 1937—1941 годах профессор МГУ.
В 1938—1948 годах старший научный сотрудник Института истории АН СССР.
Награждён орденом «Знак Почёта».
Один из организаторов издания журнала «Вестник древней истории».
Автор работ по истории иудаизма и раннего христианства. Также исследовал социально-экономическую историю Восточного Средиземноморья в античное время. Считал эллинизм определённой ступенью развития античного рабовладельческого общества.
Игорь Е. Суриков называл его концепцию «схоластической, вульгарно-марксистской... которая, соответственно, и оказалась однодневкой».

## Научные труды

### Монографии
На русском языке
- Ранович А.Б. Первоисточники по истории раннего христианства. Материалы и документы. — М.: ГАИЗ, 1933.
- Ранович А.Б. Античные критики христианства (Фрагменты из Лукиана, Цельса, Порфирия и др.). — М.: ГАИЗ, 1935. — 259 с.
- Ранович А.Б. Очерк истории древнееврейской религии: [Для квалифицированного читателя-историка и антирелигиозника-пропагандиста] / Вводная статья Н. М. Никольского «Некоторые основные проблемы общей и религиозной истории Израиля и Иудеи» (с. III-LXXXIV). — М.: ГАИЗ, 1937. — 400 с.
- Ранович А.Б. Очерк истории раннехристианской церкви. — М.: ОГИЗ:ГАИЗ, 1941. — 262 с.
- Ранович А.Б. Восточные провинции Римской империи в I—III вв. — М.: Издательство АН СССР, 1949. — 273 с. — 4000 экз.
- Ранович А.Б. Эллинизм и его историческая роль / предисл. В.Н. Дьякова и др. — М.: Издательство АН СССР, 1950. — 382 с.
- Ранович А.Б. О раннем христианстве. — М.: Издательство АН СССР, 1959. — 524 с. — (Научно-атеистическая библиотека).
- Ранович А.Б. Первоисточники по истории раннего христианства. Античные критики христианства / Вступ. статьи И. С. Свенцицкой. — М.: Политиздат, 1990. — 447 с. — (Библиотека атеистической литературы). — ISBN 5-250-00773-2.

На других языках
- Ranovics A.B. A hellénizmus és történeti szerepe / Ford. Borzsák István. — Budapest : Akad. kiadó, 1952. — 450 с.
- Ρανόβιτς Α. Μπ. Ο ελληνισμός και ο ιστορικός του ρόλος. — S. l. : Νέα Ελλάδα, 1952. — 397 с.
- Ranovici A.B. Elenismul şi rolul său istoric. — Bucureşti : Ed. de stat pentru literatură ştiinţifică, 1953. — 429 с.

### Статьи
- Уайт, Э. Д. Борьба религии с наукой / Пер. Д. Л. Вейса ; Предисл.: А. Б. Рановича. — 2-е изд. — М.: ГАИЗ, 1936. — 303 с.
- Ранович А. Б. Об искажении древней истории еврейского народа // «Антирелигиозник». — 1937. — №2. — С. 53—55.
- Ранович А. Б. Первоначальное христианство и его историческая роль // Вестник древней истории. — 1939. — № 2. — С. 31—46.
- Ранович А. Б. Раннее христианство // ru Вопросы истории религии и атеизма : Сборник статей. — М.: Издательство Академии наук СССР, 1950. — № 1. — С. 249—281.

### Переводы
- Секст Юлий Фронтин. Военные хитрости (Стратегемы) // Пер. А. Б. Рановича Вестник древней истории. — 1946. — № 1.
- Секст Юлий Фронтин. Военные хитрости (Стратегемы) / Пер. А. Б. Рановича; Вступ. ст. и комм. А. А. Новикова. — СПб.: Алетейя, 1996. — 224 с. — (Античная библиотека). — 3000 экз.

## Публицистика
- Ранович А.Б. Происхождение таинства крещения. — М.: Атеист, 1929.
- Ранович А.Б. Источники по изучению социальных корней христианства (переработанная стенограмма доклада и заключительного слова в Комакадемии 20-31 октября 1931 г.) // Воинствующий атеизм. — 1931. — № 12. — С. 165—181.
- Ранович А.Б. Происхождение таинства причащения. — М., 1930.
- Ранович А.Б. Происхождение христианских таинств. — М.; Л.: ОГИЗ — «Московский рабочий», 1931. — 216 с. — 10 000 экз.
- Ранович А.Б. Еврейские осенние праздники. — М.,Л.: Московский рабочий, 1931. — 32 с. — 20 000 экз.
- Ранович А.Б. Происхождение христианства (доклад) // Антирелигиозник. — 1939. — № 1. — С. 17—25.
- Ф. Энгельс о раннем христианстве // Антирелигиозник. — 1940. — № 10—11. — С. 7—10.
- Ранович А.Б. Как создавались жития святых. — М.: Госполитиздат, 1961. — 72 с. — (Научно-популярная библиотечка по атеизму). (в издании 1931 года книга называлась «Происхождение христианского культа святых»)
- Ранович А.Б. Образование синагоги и возникновение Талмуда / Критика иудейской религии. Под ред. М.С. Беленького. - М.: Изд-во АН СССР, 1962. - сс. 108-209.
- Ранович А.Б. Миф об исходе и Моисее / Критика иудейской религии. Под ред. М.С. Беленького. - М.: Изд-во АН СССР, 1962. - сс. 210-216.